# Paramarpissa tibialis
Paramarpissa tibialis är en spindelart som beskrevs av Pickard-Cambridge F. 1901. Paramarpissa tibialis ingår i släktet Paramarpissa och familjen hoppspindlar. Inga underarter finns listade i Catalogue of Life.